# 斯基爾曼 (新澤西州)
斯基爾曼（英語：Skillman）是位於美國新澤西州薩默塞特縣的普查規定居民點。

## 人口
根據2020年美國人口普查的數據，斯基爾曼的面積為3.82平方千米，當中陸地面積為3.80平方千米，而水域面積為0.02平方千米。當地共有人口237人，而人口密度為每平方千米62.04人。